# Ayenia cordobensis
Ayenia cordobensis är en malvaväxtart som först beskrevs av Georg Hans Emmo Emo Wolfgang Hieronymus, och fick sitt nu gällande namn av Georg Hans Emmo Emo Wolfgang Hieronymus. Ayenia cordobensis ingår i släktet Ayenia och familjen malvaväxter. Inga underarter finns listade i Catalogue of Life.